# Gestreepte heivlinder
De gestreepte heivlinder (Hipparchia fidia) is een dagvlinder uit de familie van de Nymphalidae (vossen, parelmoervlinders en weerschijnvlinders) en de onderfamilie Satyrinae.

## Kenmerken
48 tot 52 mm in lengte en heeft een voorvleugellengte van 28 tot 31 mm. De kleur van de vlinder is geel-bruinig met zwarte of gele strepen. De pop is lichtbruin.

## Verspreidingsgebied
De soort komt voor op het Iberisch Schiereiland, in zuidoost Frankrijk en het aansluitende deel van Italië, Noord-Afrika en het westelijke deel van de Alpen. De vlinder heeft de voorkeur voor droge, stenige plaatsen; op hellingen met enkele bomen.

## Levenscyclus
De waardplanten van de gestreepte heivlinder komen uit de grassenfamilie. De soort overwintert als rups of pop. 
De soort vliegt in juli en augustus. De vlinder vliegt op hoogtes tot 1500 meter boven zeeniveau.